# Чагадюз
Чагадюз (азерб. Çağadüz) — село у Мартунинському районі Нагірно-Карабаської Республіки. Село розташоване поруч за 2 км на південний захід від траси «Північ-Південь», поруч з селами Зарданашен, Тахавард, Кармір шука, Схторашен та селами Сарушен і Акнахбюр Аскеранського району.

## Пам'ятки
В селі розташована фортеця часів середньовіччя, цвинтар 9–19 ст., гробниці 2–1 тисячоліття до н. е., млин 18–19 ст. та хачкар 12–13 ст.